# Cyclisme aux Jeux panaméricains
Le cyclisme est l'un des sports présents aux Jeux panaméricains. Il fait partie du programme depuis la première édition en 1951.

## Programme actuel

### Cyclisme sur route

#### Course en ligne masculine
La course sur route masculine est disputée depuis 1951.
| Games               | Or                                  | Argent                          | Bronze                     |
| ------------------- | ----------------------------------- | ------------------------------- | -------------------------- |
| 1951 Buenos Aires   | Oscar Muleiro Argentine             | Oscar Pezoa Argentine           | Humberto Varisco Argentine |
| 1955 Mexico         | Ramón Hoyos Colombie                | Benjamín Jiménez Colombie       | Alberto Velázquez Uruguay  |
| 1959 Chicago        | Ricardo Senn Argentine              | Francisco Lozano Mexique        | René Deceja Uruguay        |
| 1963 São Paulo      | Gregorio Carrizalez Venezuela       | Wilde Baridon Uruguay           | Delmo Delmastro Argentine  |
| 1967 Winnipeg       | Marcel Roy Canada                   | Vicente Chancay Argentine       | Heriberto Díaz Mexique     |
| 1971 Cali           | John Howard États-Unis              | Luis Carlos Flores Brésil       | Jaime Galeano Colombie     |
| 1975 Mexico         | Aldo Arencibia Cuba                 | Alfonso Flores Colombie         | Carlos Cardet Cuba         |
| 1979 San Juan       | Carlos Cardet Cuba                  | Bernardo Colex Mexique          | Gonzalo Marín Colombie     |
| 1983 Caracas        | Rosendo Ramos Mexique               | Carlos Mario Jaramillo Colombie | Gustavo Parra Venezuela    |
| 1987 Indianapolis   | Rosendo Ramos Mexique               | Marcos Mazzaron Brésil          | Enrique Campos Venezuela   |
| 1991 La Havane      | Robinson Merchán Venezuela          | Heriberto Rodríguez Cuba        | Wanderley Magalhães Brésil |
| 1995 Mar de Plata   | Brian Walton Canada                 | Mariano Friedick États-Unis     | Fred Rodriguez États-Unis  |
| 1999 Winnipeg       | Brian Walton Canada                 | Gordon Fraser Canada            | Pedro Pablo Pérez Cuba     |
| 2003 Saint-Domingue | Milton Wynants Uruguay              | Pedro Pablo Pérez Cuba          | José Medina Chili          |
| 2007 Rio de Janeiro | Wendy Cruz République dominicaine   | Emile Abraham Trinité-et-Tobago | Luciano Pagliarini Brésil  |
| 2011 Guadalajara    | Marc de Maar Antilles néerlandaises | Miguel Ubeto Venezuela          | Arnold Alcolea Cuba        |
| 2015 Toronto        | Miguel Ubeto Venezuela              | Eric Marcotte États-Unis        | Guillaume Boivin Canada    |
| 2019 Lima           | Maximiliano Richeze Argentine       | Ignacio Prado Mexique           | Bryan Gomez Colombie       |
| 2023 Santiago       | Jhonatan Narváez Équateur           | Eduardo Sepúlveda Argentine     | Eric Fagúndez Uruguay      |

#### Contre-la-montre masculin
Le contre-la-montre individuel masculin est disputé lors de chaque édition depuis 1995.
| Games               | Or                       | Argent                     | Bronze                    |
| ------------------- | ------------------------ | -------------------------- | ------------------------- |
| Mar del Plata 1995  | Clay Moseley (USA)       | Jesús Zárate (MEX)         | Servando Figueredo (URU)  |
| 1999 Winnipeg       | Eric Wohlberg Canada     | Levi Leipheimer États-Unis | Marcio May Brésil         |
| 2003 Saint-Domingue | José Serpa Colombie      | Chris Baldwin États-Unis   | Franklin Chacón Venezuela |
| 2007 Rio de Janeiro | Santiago Botero Colombie | Matías Médici Argentine    | Dominique Rollin Canada   |
| 2011 Guadalajara    | Marlon Pérez Colombie    | Matías Médici Argentine    | Carlos Oyarzún Chili      |
| 2015 Toronto        | Hugo Houle Canada        | Ignacio Prado Mexique      | Sean Mackinnon Canada     |
| 2019 Lima           | Daniel Martínez Colombie | Magno Nazaret Brésil       | José Luis Rodríguez Chili |
| 2023 Santiago       | Walter Vargas Colombie   | Richard Carapaz Équateur   | Conor White Bermudes      |

#### Course en ligne féminine
La course sur route féminine est disputée depuis 1987.
| Games               | Or                         | Argent                            | Bronze                        |
| ------------------- | -------------------------- | --------------------------------- | ----------------------------- |
| 1987 Indianapolis   | Rebecca Twigg États-Unis   | Inga Thompson-Benedict États-Unis | Sara Neil Canada              |
| 1991 La Havane      | Jeanne Golay États-Unis    | Odalys Toms Cuba                  | Janice Bolland États-Unis     |
| 1995 Mar de Plata   | Jeanne Golay États-Unis    | Clara Hughes Canada               | Yacel Ojeda Cuba              |
| 1999 Winnipeg       | Karen Dunne États-Unis     | Yoanka González Cuba              | Janildes Fernandes Brésil     |
| 2003 Saint-Domingue | Yoanka González Cuba       | Janildes Fernandes Brésil         | Yeilien Fernández Cuba        |
| 2007 Rio de Janeiro | Yumari González Cuba       | Belem Guerrero Mexique            | Danielys García Venezuela     |
| 2011 Guadalajara    | Arlenis Sierra Cuba        | Yumari González Cuba              | Yudelmis Domínguez Cuba       |
| 2015 Toronto        | Jasmin Glaesser Canada     | Marlies Mejias Cuba               | Allison Beveridge Canada      |
| 2019 Lima           | Arlenis Sierra Cuba        | Teniel Campbell Trinité-et-Tobago | Lizbeth Salazar Mexique       |
| 2023 Santiago       | Lauren Stephens États-Unis | Miryam Núñez Équateur             | Agua Marina Espinola Paraguay |

#### Contre-la-montre féminin
Le contre-la-montre féminin est disputé lors de chaque édition depuis 1995.
| Games               | Or                           | Argent                            | Bronze                       |
| ------------------- | ---------------------------- | --------------------------------- | ---------------------------- |
| 1995 Mar de Plata   | Dede Barry États-Unis        | Yacel Ojeda Cuba                  | Clara Hughes Canada          |
| 1999 Winnipeg       | Elizabeth Emery États-Unis   | Lyne Bessette Canada              | Mari Holden États-Unis       |
| 2003 Saint-Domingue | Kimberly Bruckner États-Unis | Clara Hughes Canada               | Kristin Armstrong États-Unis |
| 2007 Rio de Janeiro | Anne Samplonius Canada       | Giuseppina Grassi Mexique         | Clemilda Fernandes Brésil    |
| 2011 Guadalajara    | María Luisa Calle Colombie   | Evelyn García Salvador            | Laura Brown Canada           |
| 2015 Toronto        | Kelly Catlin États-Unis      | Jasmin Glaesser Canada            | Evelyn García Salvador       |
| 2019 Lima           | Chloé Dygert États-Unis      | Teniel Campbell Trinité-et-Tobago | Laurie Jussaume Canada       |
| 2023 Santiago       | Kristen Faulkner États-Unis  | Arlenis Sierra Cuba               | Aranza Villalón Chili        |

### Cyclisme sur piste

#### Kilomètre
| Games             | Or                                | Argent                          | Bronze                        |
| ----------------- | --------------------------------- | ------------------------------- | ----------------------------- |
| 1951 Buenos Aires | Clodomiro Cortoni Argentine       | Hernán Masanés (de) Chili       | Jorge Sobrevila Argentine     |
| 1955 Mexico       | Antonio di Micheli (es) Venezuela | Octavio Echeverri (en) Colombie | Luis Serra Uruguay            |
| 1959 Chicago      | Anésio Argenton (pt) Brésil       | David Staub États-Unis          | Ricardo Senn Argentine        |
| 1963 São Paulo    | Carlos Vásquez Argentine          | Roger Gibbon Trinité-et-Tobago  | Anesio Argenton Brésil        |
| 1967 Winnipeg     | Roger Gibbon Trinité-et-Tobago    | Jack Simes États-Unis           | Carlos Vásquez Argentine      |
| 1971 Cali         | Jocelyn Lovell Canada             | Leslie King Trinité-et-Tobago   | Harold Halsey États-Unis      |
| 1975 Mexico       | Jocelyn Lovell Canada             | David Weller Jamaïque           | Steve Woznick États-Unis      |
| 1979 San Juan     | Gordon Singleton Canada           | David Weller Jamaïque           | Richard Thormen Chili         |
| 1983 Caracas      | Rory O'Reilly États-Unis          | Marcelo Alexandre Argentine     | David Weller Jamaïque         |
| 1987 Indianapolis | Curtis Harnett Canada             | Gene Samuel Trinité-et-Tobago   | Leonard Nitz États-Unis       |
| 1991 La Havane    | Gene Samuel Trinité-et-Tobago     | Erin Hartwell États-Unis        | Germán García Argentine       |
| 1995 Mar de Plata | Gil Cordovés Cuba                 | Erin Hartwell États-Unis        | Gene Samuel Trinité-et-Tobago |

#### Keirin féminin
Le keirin féminin est disputé lors de chaque édition depuis 2003.
| Games               | Or                          | Argent                      | Bronze                   |
| ------------------- | --------------------------- | --------------------------- | ------------------------ |
| 2003 Saint-Domingue | Tanya Lindenmuth États-Unis | Daniela Larreal Venezuela   | Yumari González Cuba     |
| 2011 Guadalajara    | Daniela Larreal Venezuela   | Luz Daniela Gaxiola Mexique | Dana Feiss États-Unis    |
| 2015 Toronto        | Monique Sullivan Canada     | Lisandra Guerra Cuba        | Juliana Gaviria Colombie |
| 2019 Lima           | Martha Bayona Colombie      | Lisandra Guerra Cuba        | Yuli Verdugo Mexique     |
| 2023 Santiago       | Martha Bayona Colombie      | Daniela Gaxiola Mexique     | Dahlia Palmer Jamaïque   |

#### Keirin masculin
Le keirin masculin est disputé lors de chaque édition depuis 1999.
| Games               | Or                         | Argent                          | Bronze                         |
| ------------------- | -------------------------- | ------------------------------- | ------------------------------ |
| 1999 Winnipeg       | Marty Nothstein États-Unis | John González Colombie          | Mario Joseph Trinité-et-Tobago |
| 2003 Saint-Domingue | Barry Forde Barbade        | Giddeon Massie États-Unis       | Rubén Osorio Venezuela         |
| 2007 Rio de Janeiro | Leonardo Narváez Colombie  | Cam Mackinnon Canada            | Leandro Bottasso Argentine     |
| 2011 Guadalajara    | Fabián Puerta Colombie     | Hersony Canelón Venezuela       | Leandro Bottasso Argentine     |
| 2015 Toronto        | Fabián Puerta Colombie     | Hersony Canelón Venezuela       | Hugo Barrette Canada           |
| 2019 Lima           | Kevin Quintero Colombie    | Hersony Canelón Venezuela       | Leandro Bottasso Argentine     |
| 2023 Santiago       | Kevin Quintero Colombie    | Nicholas Paul Trinité-et-Tobago | Juan Carlos Ruiz Teran Mexique |

#### Omnium féminin
L'omnium féminin est disputé lors de chaque édition depuis 2011.
| Games            | Or                          | Argent                     | Bronze              |
| ---------------- | --------------------------- | -------------------------- | ------------------- |
| 2011 Guadalajara | Angie González Venezuela    | Sofia Arreola Mexique      | Marlies Mejias Cuba |
| 2015 Toronto     | Sarah Hammer États-Unis     | Jasmin Glaesser Canada     | Marlies Mejías Cuba |
| 2019 Lima        | Jennifer Valente États-Unis | Lizbeth Salazar Mexique    | Arlenis Sierra Cuba |
| 2023 Santiago    | Yareli Acevedo Mexique      | Marcela Hernández Colombie | Catalina Soto Chili |

#### Omnium masculin
L'omnium masculin est disputé lors de chaque édition depuis 2011.
| Games            | Or                           | Argent                | Bronze                  |
| ---------------- | ---------------------------- | --------------------- | ----------------------- |
| 2011 Guadalajara | Juan Esteban Arango Colombie | Luis Mansilla Chili   | Walter Pérez Argentine  |
| 2015 Toronto     | Fernando Gaviria Colombie    | Ignacio Prado Mexique | Gideoni Monteiro Brésil |
| 2019 Lima        | Daniel Holloway États-Unis   | Ignacio Prado Mexique | Felipe Peñaloza Chili   |
| 2023 Santiago    | Hugo Ruíz Pérou              | Ricardo Peña Mexique  | Jacob Decar Chili       |

### BMX

#### Femmes
Le BMX féminin fait partie du programme des Jeux panaméricains depuis 2007.
| Games               | Or                         | Argent                    | Bronze                  |
| ------------------- | -------------------------- | ------------------------- | ----------------------- |
| 2007 Rio de Janeiro | Gabriela Díaz Argentine    | Ana Flávia Sgobin Brésil  | Kimmy Diquez Venezuela  |
| 2011 Guadalajara    | Mariana Pajón Colombie     | Arielle Martin États-Unis | Gabriela Díaz Argentine |
| 2015 Toronto        | Felicia Stancil États-Unis | Domenica Azuero Équateur  | Mariana Díaz Argentine  |

#### Hommes
Le BMX masculin fait partie du programme des Jeux panaméricains depuis 2007.
| Games               | Or                          | Argent                    | Bronze                          |
| ------------------- | --------------------------- | ------------------------- | ------------------------------- |
| 2007 Rio de Janeiro | Jason Richardson États-Unis | Jonathan Suárez Venezuela | José Primera Venezuela          |
| 2011 Guadalajara    | Connor Fields États-Unis    | Nicholas Long États-Unis  | Andrés Jiménez Caicedo Colombie |
| 2015 Toronto        | Tory Nyhaug Canada          | Alfredo Campo Équateur    | Nicholas Long États-Unis        |